# Monteveglio
Monteveglio (Muntvì o Måntvî in dialetto bolognese occidentale) è un municipio  di 5 105 abitanti del comune di Valsamoggia, nella città metropolitana di Bologna.
Fino al 31 dicembre 2013 è stato un comune autonomo, confinante con i comuni di Bazzano, Castello di Serravalle, Crespellano, Monte San Pietro e Savignano sul Panaro (MO).

## Geografia fisica

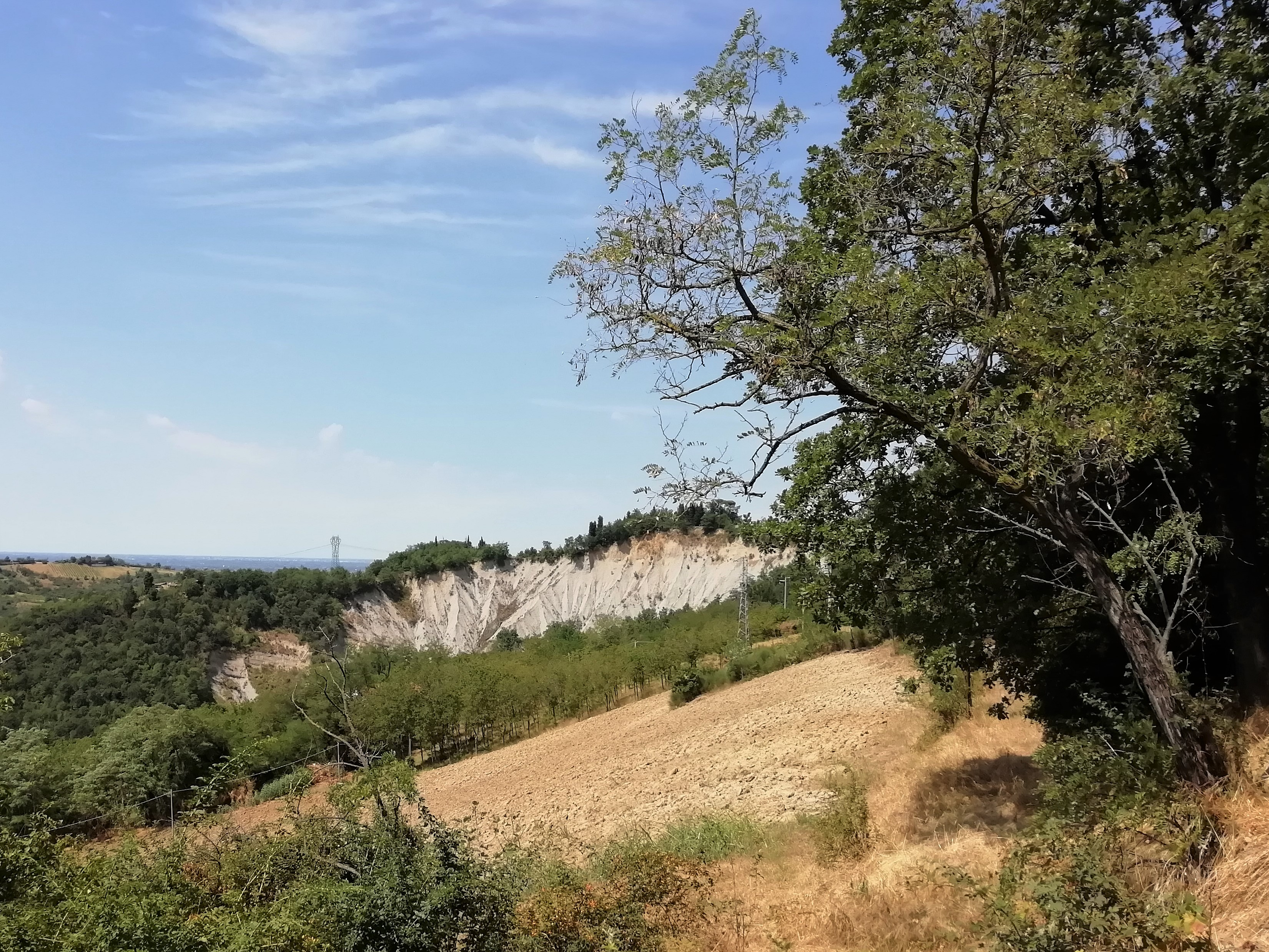
I calanchi presso Oliveto

Il municipio di Monteveglio si trova nell'Appennino bolognese, ad Ovest del capoluogo, nella valle del torrente Samoggia presso lo sbocco dello stesso nella Pianura Padana e dove confluisce con il torrente Ghiaia. Il territorio è collinare, caratterizzato da vasta copertura boschiva che si alterna a coltivazioni agricole anche di pregio (coltivazione della vite). Sono presenti anche zone calanchive caratterizzate da intensa erosione.
Il capoluogo si è sviluppato nel secolo scorso nella zona pianeggiante ai piedi di un colle alto 260 metri, sul quale si trovano il complesso monumentale dell'Abbazia di Monteveglio ed i resti delle antiche fortificazioni.
Il paese si trova a 25 chilometri da Bologna ed è agevolmente collegato al capoluogo tramite una fitta rete di viabilità ordinaria imperniata sulla S.P. Bazzanese.
Il colle dell'Abbazia e la zona circostante per un totale di 15 ettari, ricchi di flora particolare e di fauna (in particolare volatili) esclusiva nella zona, sono stati costituiti in Parco regionale dell'Abbazia di Monteveglio.

## Storia

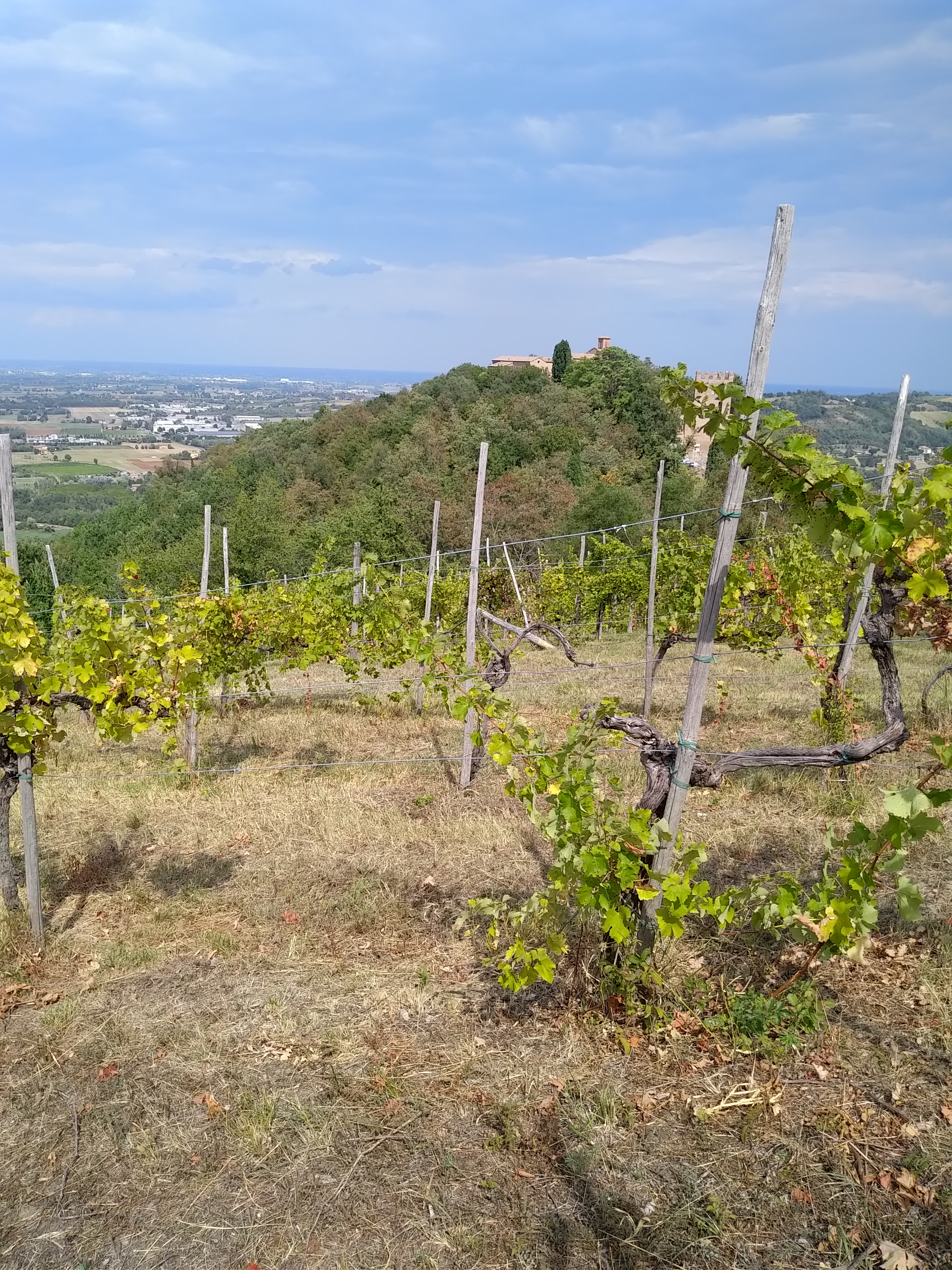
Il colle di Monteveglio Alto su cui sorge l'abbazia, visto dal Colle della Cucherla.

Le terre lambite dal torrente Samoggia sono certamente abitate fin dall'epoca neolitica, come testimoniano i reperti oggi visibili nel Museo civico archeologico Arsenio Crespellani  (ubicato all'interno della rocca di Bazzano), tuttavia le prime notizie certe di insediamenti nella zona dell'attuale municipio di Monteveglio risalgono al I secolo d.C. In questo periodo erano presenti ville romane nella zona dell'odierna abbazia, di cui rimane assai poco, oggi nel Parco regionale dell'Abbazia di Monteveglio: un edificio all'interno del borgo reca nella facciata alcuni elementi marmorei di epoca romana, tra cui si segnala un frammento di lastra con fregio fitomorfo, e conserva a scopo ornamentale ai due lati dell'ingresso due tronchi di colonna scanalate.
Un'ipotesi sul nome del paese vorrebbe far risalire Monteveglio al latino Mons belli, ossia «Monte della guerra». L'ipotesi, sebbene plausibile dal punto di vista della fonetica, non è avvalorata da alcuna prova, dal momento che non risulta la presenza di alcun tipo di fortificazione o presenza militare romana in zona. Maggiormente verosimile è l'ipotesi secondo cui Monteveglio sarebbe una corruzione fonetica di «Montebello».
Durante il Medioevo Monteveglio insieme ad altri centri faceva parte di un sistema di fortificazioni che, realizzatosi tra i corsi del Samoggia e del Panaro, avrebbe contribuito a trattenere i Longobardi al di là dei confini dell'Esarcato d'Italia fino alla definitiva conquista di Liutprando del 727. Nel 728 Monteveglio entrò a far parte del ducato di Persiceto, di cui dovette costituire il pagus meridionale a sud della via Emilia.

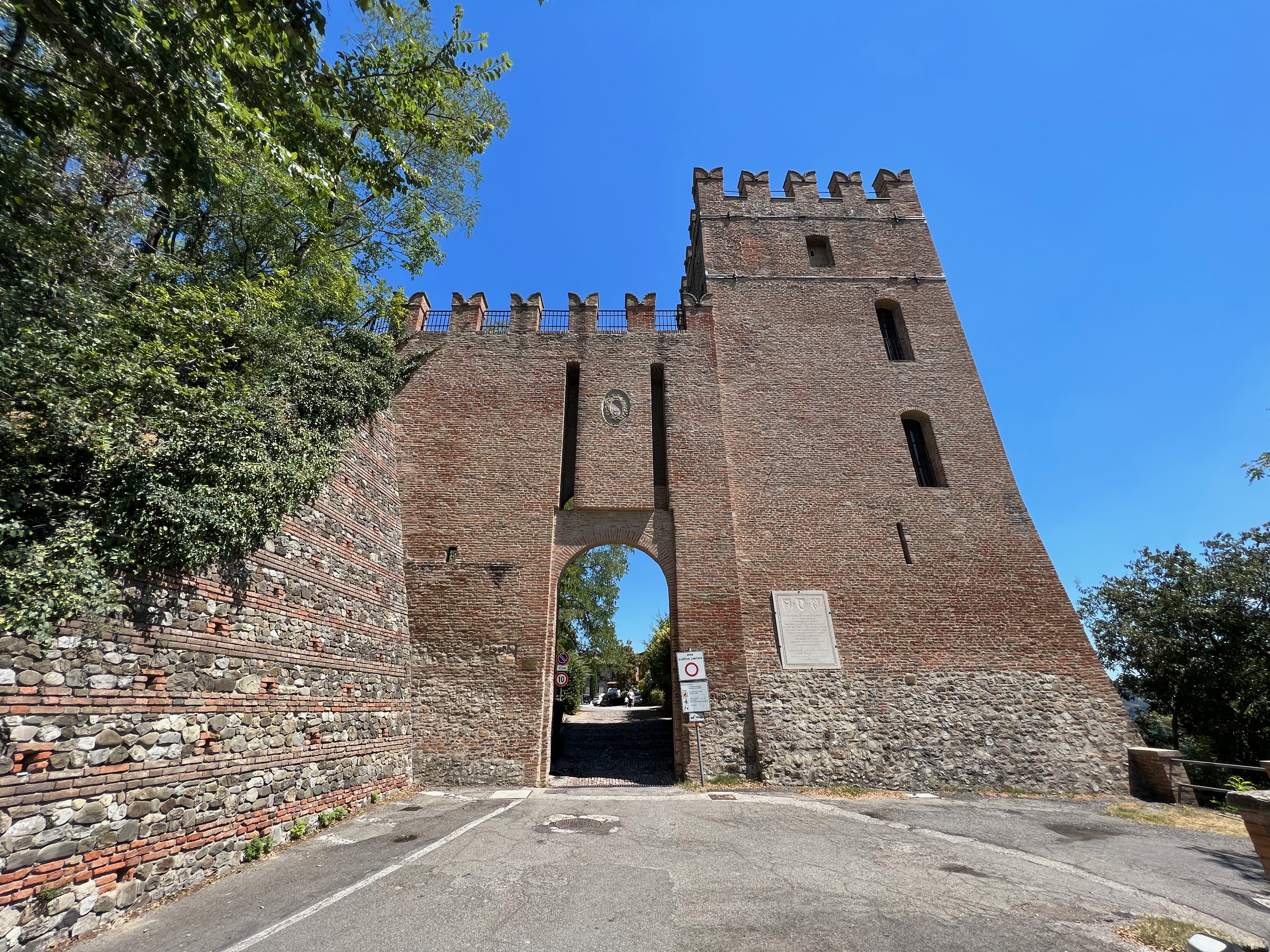
Resti della porta e del torrione del Castello di Monteveglio, a Monteveglio Alto

Feudo dei Canossa, Monteveglio fu fondamentale per la disperata resistenza che la contessa Matilde oppose all'imperatore Enrico IV disceso in Italia per vendicarsi della celebre umiliazione inflittagli sotto le mura del castello di Canossa dal papa Gregorio VII. Fu proprio alle porte di Monteveglio che in uno scontro alla Cuccherla, l'imperatore vide morire un figlio in combattimento e probabilmente incrinarsi per la prima volta la speranza di sottomettere il papato alla sua politica. Poco dopo infatti Enrico IV, il cui esercito era stato messo in difficoltà dalle sortite dei montevegliesi asserragliati nel castello, con l'inverno che ormai si avvicinava, tolse l'assedio.
Per alcuni secoli poi Monteveglio seguì le alterne vicende delle lotte tra Bologna, a cui si era consegnata una prima volta nel 1157 (la contessa Matilde era morta senza eredi da quasi mezzo secolo) e Modena e tra guelfi e ghibellini. Il suo castello periodicamente conquistato, riconquistato, distrutto e ricostruito da Bolognesi, Modenesi, signorotti locali, compagnie di ventura (come quella di Brandolino Conte Brandolini, patrizio forlivese che conquistò Monteveglio nel 1433), subì l'ultimo terribile assedio nella primavera del 1527. I Lanzichenecchi di Carlo V d'Asburgo che avrebbero poco dopo partecipato al "sacco di Roma", non riuscirono però a conquistare Monteveglio per un improvviso peggioramento delle condizioni atmosferiche. La neve caduta in abbondanza nella notte precedente l'assalto, unita alla scarsa agibilità del territorio circostante e forse alle preghiere e ai voti degli abitanti asserragliatisi quasi senza speranza nella rocca ottennero il miracolo di veder partire gli invasori. 
Ancora oggi, ogni anno, a ricordo di quel terribile momento Monteveglio in festa offre alla Madonna un cero portato in processione all'antica pieve di Santa Maria. Secondo la leggenda, la neve, caduta insolitamente a maggio, avrebbe fatto straripare il torrente Ghiaia, che avrebbe trascinato via le tende dei Lanzichenecchi accampatisi per la notte. Verosimilmente, lo straripamento del torrente non ha provocato danni gravi, ma solo convinto gli invasori a non sobbarcarsi l'impervia salita al colle in condizioni meteorologiche avverse, dato che nei paraggi c'erano tanti altri villaggi da depredare più facili da raggiungere.

Posizione dell'ex comune di Monteveglio nella provincia di Bologna.

Dal 2008 Monteveglio è stato il primo comune italiano ad essere riconosciuto come Città di transizione.
Dal 2009 al 2013 Monteveglio ha fatto parte dell'Unione di comuni Valle del Samoggia, essendo venuta a cessare la precedente Comunità montana Valle del Samoggia.

Il 25 novembre 2012, nel comune di Monteveglio si è tenuto il referendum sulla fusione con i limitrofi comuni di Bazzano, Castello di Serravalle, Crespellano e Savigno per dare vita ad un comune unico: i cittadini dei cinque comuni si sono espressi in favore della fusione con una maggioranza del 51,5%. Nell'occasione si è anche votato sul nome da dare al futuro comune unico, il nome scelto a maggioranza è stato Valsamoggia.

Vecchio stemma comunale

### Simboli
Lo stemma del comune di Monteveglio era stato riconosciuto con D.P.C.M. del 26 agosto 1960.
Il monte e la lettera V erano armi parlanti e formavano una specie di rebus per formare il nome del comune.
Il gonfalone era stato concesso con decreto del presidente della Repubblica del 28 aprile
1961.

## Monumenti e luoghi d'interesse
Sul cocuzzolo della collina che domina il paese è situato il borgo di Monteveglio antica, attorno all'antica pieve di Santa Maria, e costituisce la principale attrazione del municipio. Si accede al borgo attraverso una porta merlata, unico residuo delle fortificazioni del castello, dagli spalti del quale si gode di uno splendido panorama della zona circostante. Nella torre è ubicato un centro di documentazione sul territorio, contenente molti pannelli esplicativi.
Entrati nel borgo, sulla destra c'è un'antica abitazione in mattoni, detta (non si sa perché), "casa di San Benedetto", risalente al Duecento, che serviva per ospitare i pellegrini.
Fatti pochi passi in avanti (ignorando la metallica garitta della Seconda Guerra Mondiale), si vede l'Oratorio di San Rocco, sulla sinistra. Questo grazioso edificio, oggi sempre chiuso e dall'interno spoglio, è caratterizzato dalla prima campata che reca chiaramente i segni della tamponatura del portico originario d'accesso.
Il piccolo borgo si sviluppa longitudinalmente, attorno all'unica strada, caratterizzata da graziose villette in mattoni con giardinetti. Poco prima di giungere alla chiesa, sulla sinistra si può notare che davanti ad un'abitazione vi sono due fioriere ricavate da rocchi di colonne di marmo del I secolo d.C., verosimilmente provenienti da una villa romana della zona. Dallo stesso edificio, con ogni probabilità, derivano due lastre di marmo con decorazione a girali che si notano sulla facciata della stessa abitazione.
Ancora pochi passi e si giunge alla chiesa di Santa Maria.

### Abbazia di Santa Maria

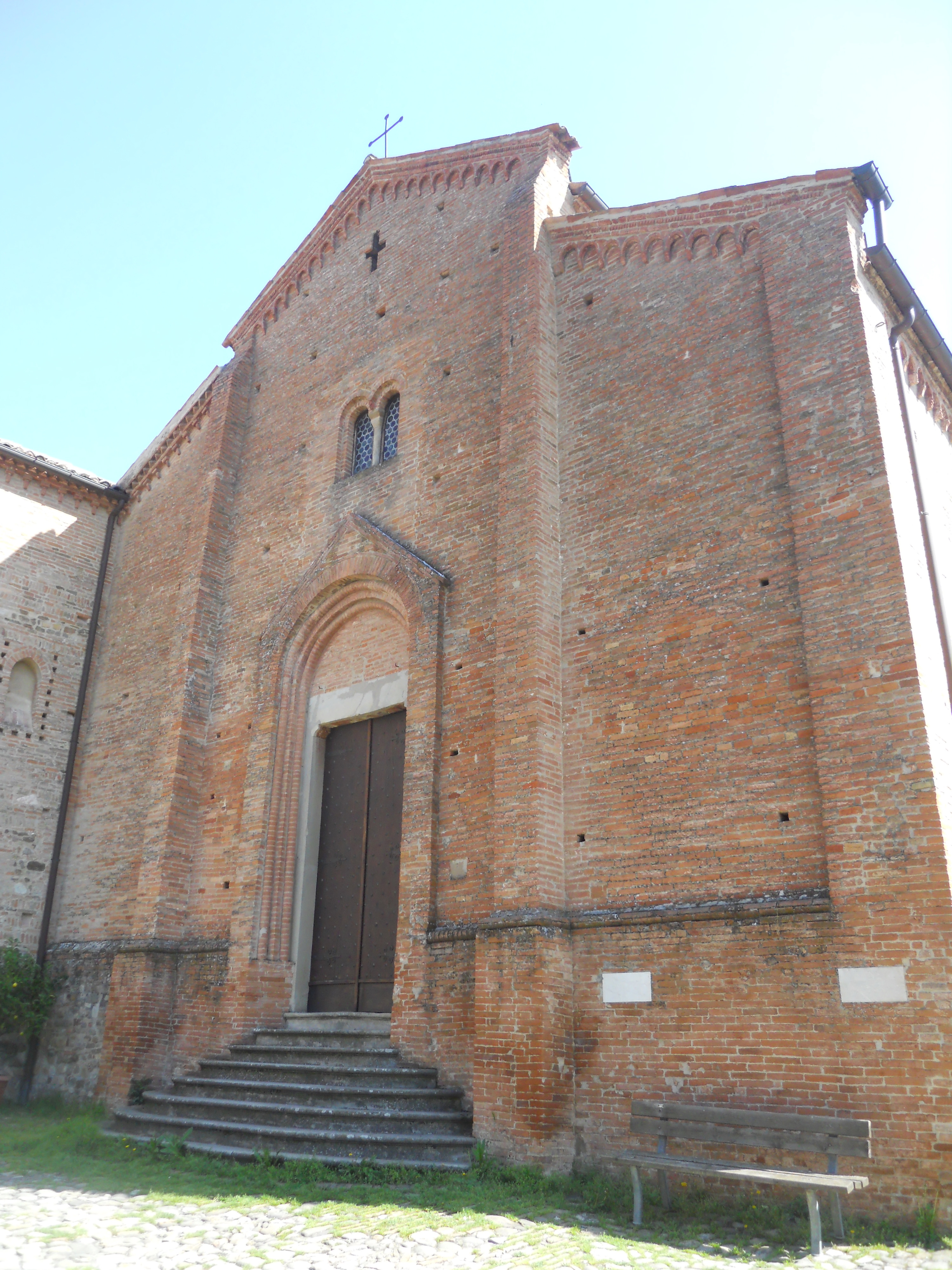
Abbazia

L'edificio è di fondazione antichissima. Qualche studioso afferma che in questa zona si trovasse un tempio pagano in epoca romana, sebbene ciò non sia suffragato da prove inoppugnabili. Di certo, la chiesa attuale è di epoca preromanica e romanica. La bella facciata caratterizzata da una luminosa bifora, rifatta all'inizio del XIII secolo, e da allora mai modificata.
L'interno è su tre livelli: i fedeli normalmente stanno al livello base, quello cui si accede dalla porta d'ingresso. A questo livello si nota, a parte l'elegante sobrietà di colonne e capitelli romanici, la copia di un dipinto di Lorenzo Costa che raffigura la Vergine che ascende al cielo trasportata da sei angeli (l'originale è oggi depositato presso la Pinacoteca Nazionale di Bologna). Questo dipinto è insolito per la produzione dell'artista, spiccatamente rinascimentale, poiché nella visione frontale e statica della Madonna, nella simmetria degli angeli (tre per parte), nelle diverse dimensioni dei personaggi si rivela essere di gusto tardogotico.
L'altare si trova in una zona sopraelevata della chiesa. Esso è caratterizzato da un crocifisso di grande precisione anatomica, che alcuni attribuiscono alla scuola leonardesca; inoltre, le volte recano semplici ma efficaci decorazioni floreali duecentesche.
La parte più suggestiva della chiesa è la cripta, ubicata al di sotto del livello del terreno. A tre navate con altrettante absidiole, è una selva di colonnine con capitelli di pregevole fattura e forma diversa. All'interno della cripta si trova un'acquasantiera longobarda, uno dei pochi reperti di quel periodo visibili nella provincia di Bologna. Anche uno dei capitelli, che riproduce le forme tipiche dell'oreficeria longobarda, viene attribuito a questo periodo. Le monofore delle absidiole sono in alabastro e non sono mai state sostituite fin dall'epoca di costruzione della chiesa, fatto questo assolutamente eccezionale.
Il campanile ha la particolarità di non poggiare su alcuna fondamenta, essendo stato edificato direttamente su una delle absidi.
Su richiesta, è possibile visitare anche il chiostro maggiore (con alcune prospettive illusionistiche e dominato da un possente cipresso) del monastero, oggi gestito da una confraternita francescana.
Del secondo e più antico chiostro, sul retro, rimane solo un lato. Esso reca ancora qualche capitello antropomorfo del XII secolo.

## Geografia antropica

### Frazioni

#### Oliveto

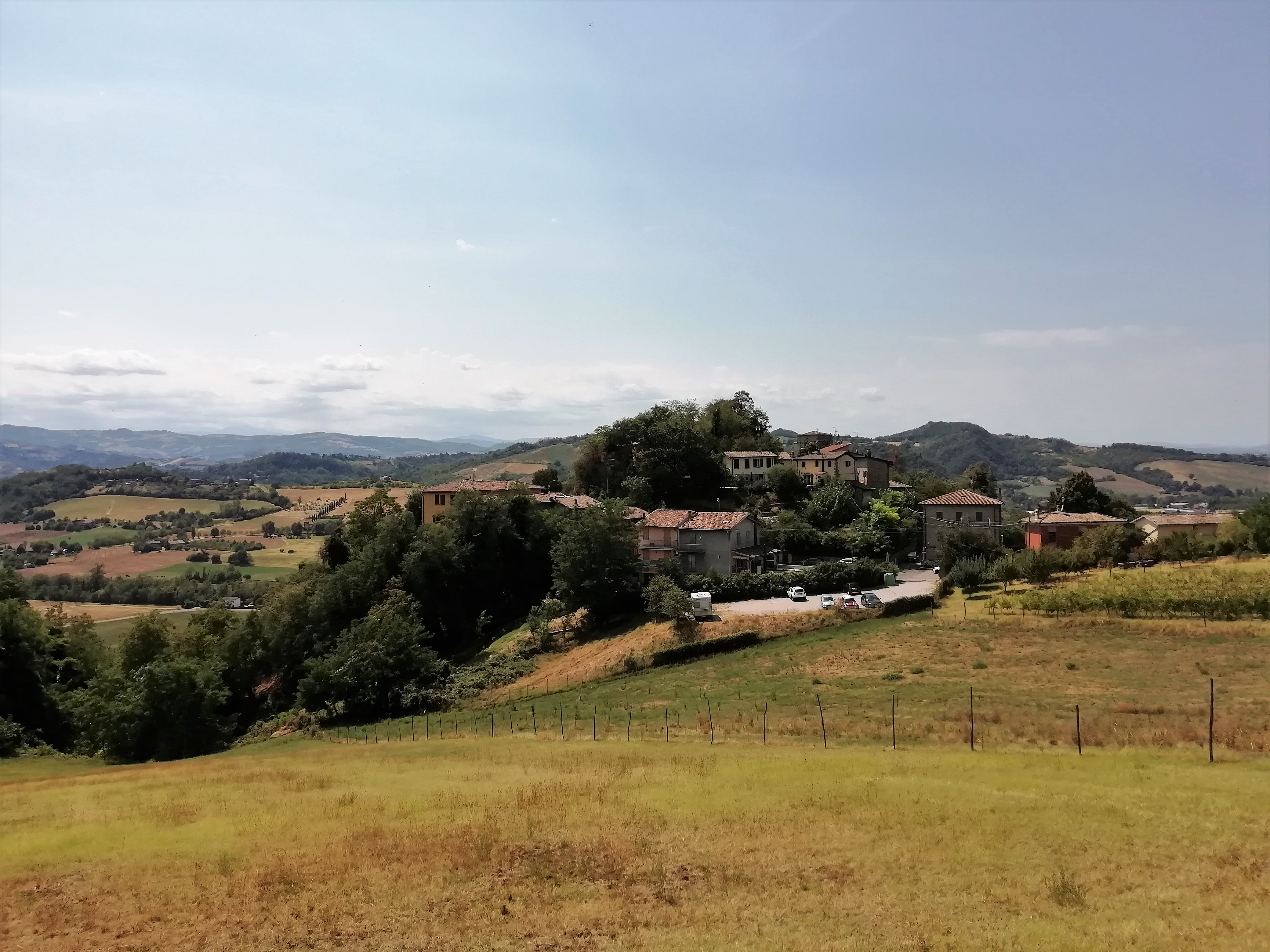
Il borgo di Oliveto

Oggi frazione di Monteveglio, si trova su una collinetta a poca distanza dal capoluogo ed è un borgo che merita una visita perché dà ancora oggi l'idea di come fosse un borgo-castello medievale. Vi si trovano due chiese, il campanile di una delle quali altro non è che una torre angolare del castello riciclata, come si evince dalle sue mura possenti e dall'aspetto di architettura militare. Monumento più significativo del borgo è la Casa Grande dell'Ebreo (XV secolo), eretta dall'ebreo Solomon, che fu la prima banca della valle del Samoggia.
A Oliveto, nel mese di marzo, ogni anno si svolge una pittoresca sagra di paese, chiamata "Funerale della saracca". Questa festa, nata dopo la Prima Guerra Mondiale tra i contadini della zona, consiste in un falso funerale e nell'interramento di una piccola bara che contiene una saracca. Questo piccolo pesciolino (un'aringa affumicata) è storicamente un simbolo dell'austerità dell'inverno, durante il quale la povera gente normalmente mangiava solo polenta insaporita con la saracca. All'arrivo della primavera, la saracca viene simbolicamente sotterrata, lasciando il posto alla ricca alimentazione primaverile.

#### Montebudello
Altra frazione di rilievo è Montebudello, 250 metri sul livello del mare, registra circa 40 abitanti. Questo nome nasce per un errore di trascrizione: la collina di Sant'Andrea viene definita "monte bidello" (ossia "monte guardiano"), trascritto erroneamente "Budello". Monte Budello fu sede di un'antica pieve, distaccatasi da quella di Monteveglio intorno all'VIII secolo, che ebbe fra l'altro alle sue dipendenze la chiesa di Bazzano.
Monte Budello diventò bolognese nel 1204, e nel 1227 vi fu eretto il castello, che tante tribolate vicende ebbe nelle guerre contro i modenesi, i Visconti e i mercenari di Bazzano. La collina è fitta di vigneti ove si produce dell'ottimo vino, in particolare il Pignoletto, e di ristoranti ed agriturismi. Di un qualche pregio è la chiesa di Sant'Andrea, con fregio con putti sul portale ed uno slanciato campanile a matita ottocentesco che si scorge da lontano. Il centro di Montebudello dista 37 km dal centro di Bologna e 29 km dal centro di Modena.
Ziribega
Altra frazione di Monteveglio, posta ai confini con la municipalità di Castello di Serravalle.

## Società

### Evoluzione demografica
Abitanti censiti